# Celso Yegros
Celso Yegros Estigarribia (Itauguá, 11 juli 1935 – Carapeguá (Paraguay), 6 april 2013) was een Paraguayaans rooms-katholieke bisschop van het bisdom Carapeguá. Yegros werd officieel bisschop van Carapeguá in 1983, in 2010 ging hij met pensioen.
Yegros had zijn laatste levensjaren last van de ziektes parkinson en bronchopneumonie. Yegros overleed op 6 april 2013.